# Grace Ellis
Grace Ellis es una periodista, autora de cómics y guionista de televisión estadounidense. Ganó el premio Eisner a Mejor serie nueva y Mejor publicación para adolescentes en 2015 por Leñadoras y Mejor obra basada en la realidad en 2023 por Flung Out of Space y fue nominada a Mejor escritora.

## Carrera
Después de la universidad, Ellis trabajó para Autostraddle donde, durante un campamento anual organizado en el sitio, conoció a Shannon Watters, quien era escritora y editora en Boom! Studios. Watters recomendó que hicieran un cómic juntas y se les ocurrió la idea de Leñadoras. El primer número de Leñadoras fue el primer cómic que Ellis escribió. Leñadoras ganaría el premio GLAAD Media Award 2016 al mejor cómic y sería nominado varias veces más.
En 2017, comenzó a trabajar en Moonstruck, una comedia romántica ambientada en un mundo con criaturas mitológicas, junto a las artistas Shae Beagle y Kate Leth. El cómic comenzó como un proyecto de clase en el Columbus College of Art & Design, donde la profesora, Laurenn McCubbin, asignó a estudiantes artistas trabajar con escritores profesionales. Después de que Shae fue asignada a Ellis, a McCubbin le gustó tanto su historia que ayudó a presentarla a Image Comics. Entertainment Weekly la incluyó en su lista de los "10 cómics LGBTQ para leer este Mes del Orgullo". 
En 2018, comenzó a escribir para Bravest Warriors, donde escribiría tres episodios de su cuarta temporada. En 2020, ella y la artista Brittney Williams publicaron la novela gráfica para jóvenes de edad intermedia Lois Lane and the Friendship Challenge a través de DC Comics.
En 2022, su primera novela gráfica, Flung Out of Space, fue publicada por el nuevo sello de Abrams Books, Surley Books, una línea de novelas gráficas dedicada a creadores queer y curada por Mariko Tamaki. Con la artista Hannah Templer, el cómic analiza la vida de Patricia Highsmith y sus luchas como escritora "lesbiana que se odia a sí misma" en la década de 1940. Según Ellis, "quiero ahondar en narrativas que no hemos visto antes. Hay una cierta forma en la que hablamos de las mujeres influyentes y de las personas LGBTQ como si fueran santas o rebeldes de la manera correcta, pero la verdad es más interesante". Además de ganar el premio Eisner a la mejor obra basada en la realidad, también estuvo en la lista de los 100 libros notables de 2022 del New York Times.
En 2023, se publicó su próxima novela gráfica para jóvenes de DC Comics, Diana and the Hero's Journey, con la artista Penelope Rivera Gaylord.

## Vida personal
Originaria de Sandusky, Ellis actualmente vive en Columbus, Ohio y fue a Ohio State para estudiar teatro y periodismo. Ella es lesbiana.

### Boom! Studios
- Leñadoras nº 1-8 (2014)

### Cómics de imagen
- Moonstruck #1-6 (2017-2018)
- Moonstruck: Some Enchanted Evening (2019)
- Moonstruck: Troubled Waters (2020)

### DC Comics
- Diana and the Hero's Journey OGN (2023)
- Harley Quinn vol. 4 #34, historia "Harley's Big Exit" (2024)
- Harley Quinn vol. 4 #40, historia "Harley Quinn and the Scales of Justice" (2024)
- Lois Lane and the Friendship Challenge OGN (2020)
- Poison Ivy #25, historia "Mushroom Hunters" (2024)
- Titans: Beast World Tour: Gotham #1, historia corta "Wild Harleys I have known" (2024)
- Truth & Justice #5 (2021)